# Live at the Caledonien Hall
Live at the Caledonien Hall – dwupłytowy album norweskiego zespołu In the Woods... dokumentujący pożegnalny koncert, który odbył się 29 grudnia 2000.

## Lista utworów

### CD 1
1. "Introducing..." - 2:21
2. "Medley on Heartworks" - 8:46
3. "Heart of the Ages" - 6:04
4. "Beer" - 4:45
5. "White Rabbit" - 3:27
6. "Mourning the Death of Aase" - 5:23
7. "299.796 Km/s" - 10:32
8. "I Am Your Flesh" - 6:41
9. "Kairos" - 3:18
10. "Weeping Willow" - 10:13
11. "Omnio (Pre)" - 10:21

### CD 2
1. "Omnio (Bardo + Post)" - 14:21
2. "Empty Room" - 10:24
3. "Don’t Care" - 9:02
4. "Dead Man’s Creek" - 7:22
5. "Karmakosmik" - 6:39
6. "Path of the Righteous" - 6:06
7. "Titan Transcendence" - 5:04
8. "Epitaph" - 8:53
9. "Closing In" - 5:51

## Twórcy
- Christian Botteri – gitara basowa, śpiew
- Christopher Botteri – gitara
- Christer Andre Cederberg – gitara
- Bjørn Harstad – gitara
- Oddvar Moi – gitara
- Stein Roger Sordal – gitara basowa
- Anders Kobro – perkusja
- Jan Kennet Transeth – śpiew
- Synne Larsen – śpiew (sopran)